# Cryptascoma bisetula
Cryptascoma bisetula är en svampart som beskrevs av Ananthap. 1988. Cryptascoma bisetula ingår i släktet Cryptascoma och familjen Valsaceae.   Inga underarter finns listade i Catalogue of Life.